# Félelem és Shrekketés
A Félelem és Shrekketés (eredeti címén Scared Shrekless) amerikai televíziós 3D-s számítógépes animációs film, amely a Shrek történet fonalát a Shrek a vége, fuss el véle fonalán folytatja, és a halloween-i ünnepét mutatja be. A filmben ismét azok a színészek adták hangjukat a karaktereknek, akik az előző részekben is.
Magyarországon a premierje 2010. november 1-én volt.

## Cselekmény
|  | Alább a cselekmény részletei következnek! |

Miután Fiona és a három gyermeke elmennek édességet gyűjteni Halloween éjszakáján, Shrek, Szamár, Kandúr, a Három kismalac, Farkas, Mézi, Pinokkió és a Vakegerek úgy döntenek, hogy rémtörténetek mesélésével múlatják el az időt. Shrek azt állítja, aki elmondja a legijesztőbb históriát, az lesz Halloween királya. Tanácsára elmennek a Duloc királyság lepukkant kastélyába, ahol a néhai Farquaad nagyúr uralkodott, és még állítólag szelleme a várban kísért.
Az ogre begyújtja a kandallót és egymás után elmondják a maguk történetét. Miután rájönnek, hogy a Vakegerek nem is tartottak velük, Mézi kezd bele a Frankenstein menyasszonya című film saját változatába, amiben egyszer elment a Nagylepényhez bánatosan, mert szakított a barátnőjével, aki szerint öntelt volt. Új barátnőt készítenek neki, a Nagylepény figyelmeztetése ellenére Mézi túl sok cukrot önt a süteménybe, hogy jövendőbelije örökké szeresse őt.
Miután kisül a menyasszony, a mézeskalács nagyon elégedett vele. Azonban miután túlságosan is ráakaszkodik, Mézi kénytelen lesz a tésztatartályba lökni kedvesét. Tudta nélkül ezer zombi klónt hozott létre, akik megtámadják és felfalják. A Három kismalac úgy megrémül, hogy vinnyogva szaladnak ki, élükön Farkassal, aki megunta az estét. Shrek szerint Mézi meséje kitaláció, hisz ha megették volna akkor, most nem lenne itt, és végül a mézeskalács is elsiet. Ezután Szamár és Kandúr a soros, akik egy különös, hotelben töltött éjszakájukról mesélnek, egymás szavába vágva.
A csacsi szerint Kandúr életét vesztette a híres Psycho-féle zuhanyzó jelentben, a tettes pedig a bosszúszomjas Szőke herceg. A macska viszont azt állítja, hogy Szamár járt pórul: zuhanyzás közben megette egy hatalmas gofri szörnyeteg. Pinokkió a történet végén bezsebel egy kis pénzt Szamártól, mert lespriccelte az éppen mesélő Kandúrt, aki nyomban kirohant.
Végezetül Shrek meséje jön, melyben elmondja a megszállott Pinokkió titkát, amely az híres Ördögűző című filmen alapul. Miután többször bántalmazta Shrek-et, az dühödten kivágja az ablakon a bábut, akinek kiugrik a fejéből Tücsök Tihamér, aki szerint ő volt az a hang a kobakjában, hiszen ő a lelkiismerete. Azonban Pinokkió eltapossa a tücsköt. Pinokkió persze mindent tagad, de amikor Shrek megijeszti egy tücsökkel, sikoltozva elmenekül. Hirtelen Shrek és Szamár hangokat vél hallani, és az ogre szerint a nagyúr szelleme is megérkezett.
Miután megjelenik a páncélban bujkáló szellem, Szamár elismeri a vereségét, és elszalad. Kiderül, hogy Fiona és a gyerekek rémisztették meg a csacsit, így hát az ogre család lett a győztes. Szórakozásképpen végezetül tojással dobálják meg a hét törpét.
|  | Itt a vége a cselekmény részletezésének! |

## Szereposztás
| Szereplő         | Eredeti hang        | Magyar hang      |
| ---------------- | ------------------- | ---------------- |
| Shrek            | Mike Myers          | Gesztesi Károly  |
| Szamár           | Dean Edwards        | Kerekes József   |
| Fiona            | Cameron Diaz        | Für Anikó        |
| Csizmás Kandúr   | Antonio Banderas    | Crespo Rodrigo   |
| Pinokkió         | Cody Cameron        | Katona Zoltán    |
| Mézi             | Conrad Vernon       | Bolba Tamás      |
| Vakegér          | Christopher Knights | Szokol Péter     |
| Farkas           | Aron Warner         | Albert Péter     |
| Első malac       | Cody Cameron        | Bodrogi Attila   |
| Második malac    | Cody Cameron        | Kapácsy Miklós   |
| Szőke herceg     | Sean Bishop         | Kautzky Armand   |
| Geppetto         | Sean Bishop         | Szacsvay László  |
| Tücsök           | Sean Bishop         | Seszták Szabolcs |
| Süti             | Kristen Schaal      | Vadász Bea       |
| Szamárevő waffel | Sean Bishop         | Bolla Róbert     |
| Nagy lepény      | ?                   | Bácskai János    |
| Menekülő férfi   | ?                   | Czető Roland     |
| Menekülő férfi   | ?                   | Előd Botond      |

## Történetparódiák
- Mézi menyasszonya – a Frankenstein menyasszonya (1935) című film paródiája
- Csizmás Motel – a Bates Motel (1987) című film paródiája
- Shrek, az ördögűző – Az ördögűző (1973) című film paródiája